# Edificio Coliseo (Sevilla)
El edificio Coliseo de Sevilla se levanta en el número 38 de la Avenida de la Constitución, en su esquina con la calle Adolfo Rodríguez Jurado.
Fue inaugurado en 1931 como Teatro Coliseo España. En la década de 1970 pasó a ser una sede del Banco de Vizcaya. En 2002 pasó a albergar oficinas de la Junta de Andalucía.

## Historia
Fue primero pensado como cine con el nombre de Teatro Reina Mercedes, por el nombre que tuvo esta vía entre 1917 y 1931. Meses antes de la Exposición Iberoamericana de 1929 fue llamado Teatro Reina Victoria, por Victoria Eugenia de Battenberg, la esposa del rey Alfonso XIII. Finalmente, fue inaugurado el 3 de diciembre de 1931, durante la II República, con el nombre de Teatro Coliseo España con la proyección de la película «Al este de Borneo».
Su construcción costó 2 millones de pesetas. La construcción comenzó en 1925, con un plano del 8 de diciembre de 1924, y finalizó en 1931.
El promotor, Ildefonso Marañón y Levin, le encargó el edificio al arquitecto regionalista José Gómez Millán, el cual diseñó el edificio con la ayuda de su hermano menor, Aurelio. El primero elaboró la parte técnica del edificio, mientras que el segundo se encargó de las líneas principales de las fachadas y su textura. En aquel entonces, Aurelio Gómez Millán era discípulo de Aníbal González, lo que explica el uso del ladrillo visto, los paneles cerámicos y las columnas de mármol.
La construcción de un cine a comienzos del siglo XX era algo novedoso y no existía una tradición arquitectónica de este tipo de edificios. Finalmente, se usó como teatro, lo que exigió una ampliación del escenario. Se distribuyó en tres alturas más el sótano y se le añadieron dos vestíbulos. También se disminuyó el aforo.
Ildefonso Marañón, ante los malos resultados económicos, vendió el edificio a Previsión Española, que lo mantuvo como cine.
En la década de 1960 pasó a ser propiedad del Banco de Vizcaya, que en diciembre de 1969 elaboró un proyecto de demolición. Para evitarlo, el alcalde 
Juan Fernández Rodríguez viajó a Madrid para reunirse con el director general de Arquitectura, Emilio Larrodera, y el director general de Bellas Artes, Florentino Pérez Embid. Gracias a esto, el edificio fue declarado Monumento Histórico-Artístico de Interés Local en 1971, lo que impedía su demolición. Sin embargo, esta figura de protección no impidió que el edificio fuese remodelado por dentro. Esta reforma fue llevada a cabo por José María Chapa y Galindo y Fernando Gómez Estern.

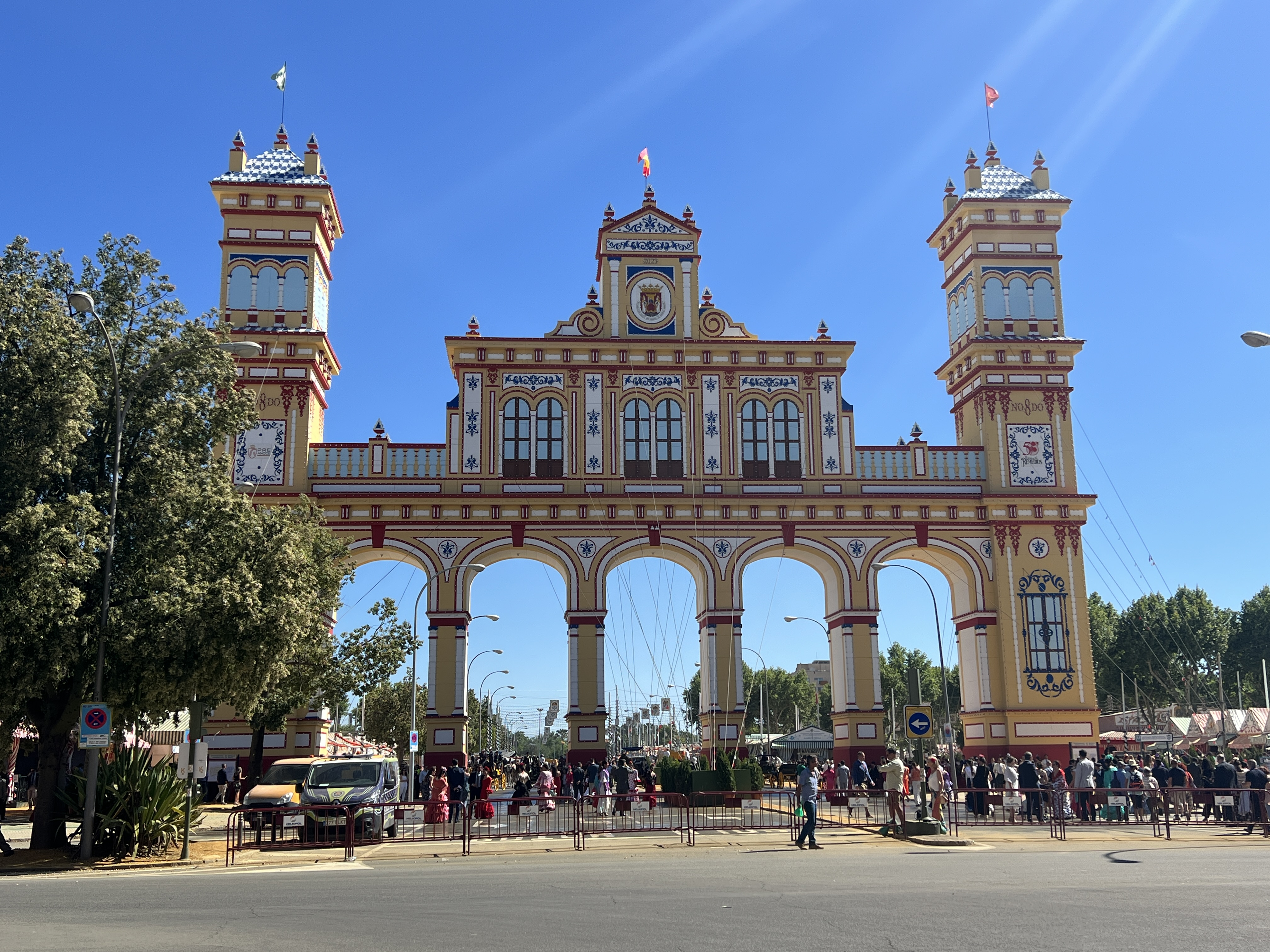
La portada de la Feria de Abril de 2023 se inspiró en el edificio Coliseo y en la plaza de España.

En 2002 fue adquirido por la Junta de Andalucía por 18,5 millones de euros para albergar oficinas.

## Patrimonio procedente del edificio
En el Salón de Honor del teatro se ubicaban grandes pinturas murales sobre zócalos de mármol verde de Italia. Los murales fueron realizados por Francisco Hohenleiter Castro y representan la obra «Los intereses creados» de Jacinto Benavente, El retablo de Maese Pedro (que abarca los capítulos XXV y XXVI de la segunda parte de El Quijote de Cervantes y que fue convertido en musical de marionetas por Manuel de Falla) y un corral de comedias del siglo XVII. Estos murales fueron arrancados de los muros a instancias del catedrático en Restauración Francisco Arquillo Torres, que los trasladó a la Facultad de Bellas Artes de la Universidad de Sevilla, a la que fueron donados, en el curso de 1976-1977. Desde entonces, se encuentran almacenados en el Área de Restauración de dicha facultad.
Enrique Orce Mármol realizó la decoración con azulejos del interior y del exterior, de estilo neobarroco. Los azulejos del interior fueron rescatados en 1975, durante los trabajos de demolición interna del edificio, y actualmente se encuentran almacenados en los sótanos de la Facultad de Ingeniería Informática de la Universidad de Sevilla.
La lámpara de araña del edificio fue llevada al Teatro Lope de Vega y fue restaurada en 2015. La restauración costó 700.000 euros.